# Losheim am See
Losheim am See is een gemeente in de Duitse deelstaat Saarland, en maakt deel uit van de Landkreis Merzig-Wadern.
Losheim am See telt 16.015 inwoners.

## Afbeeldingen

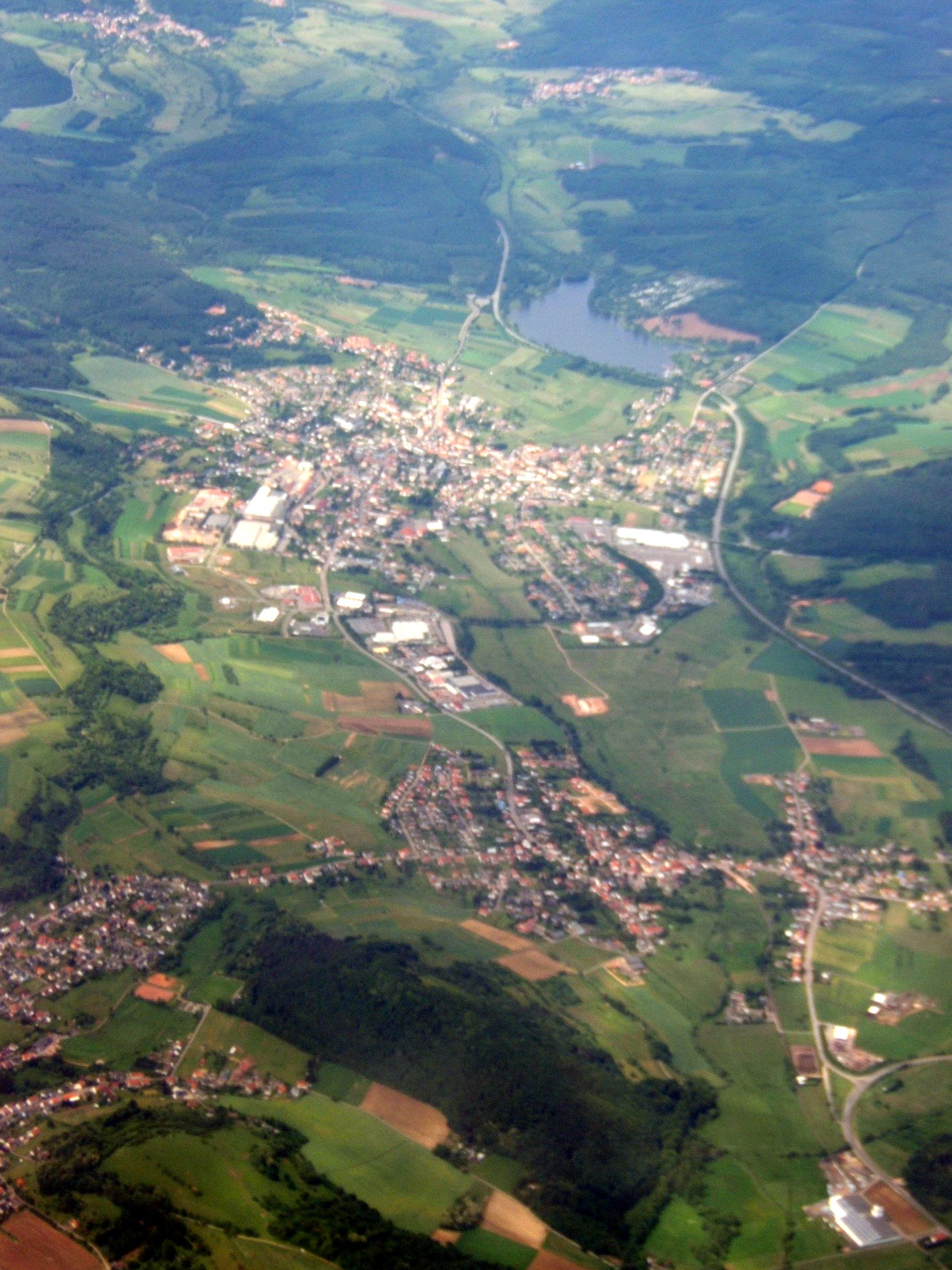
Gezicht op Losheim am See
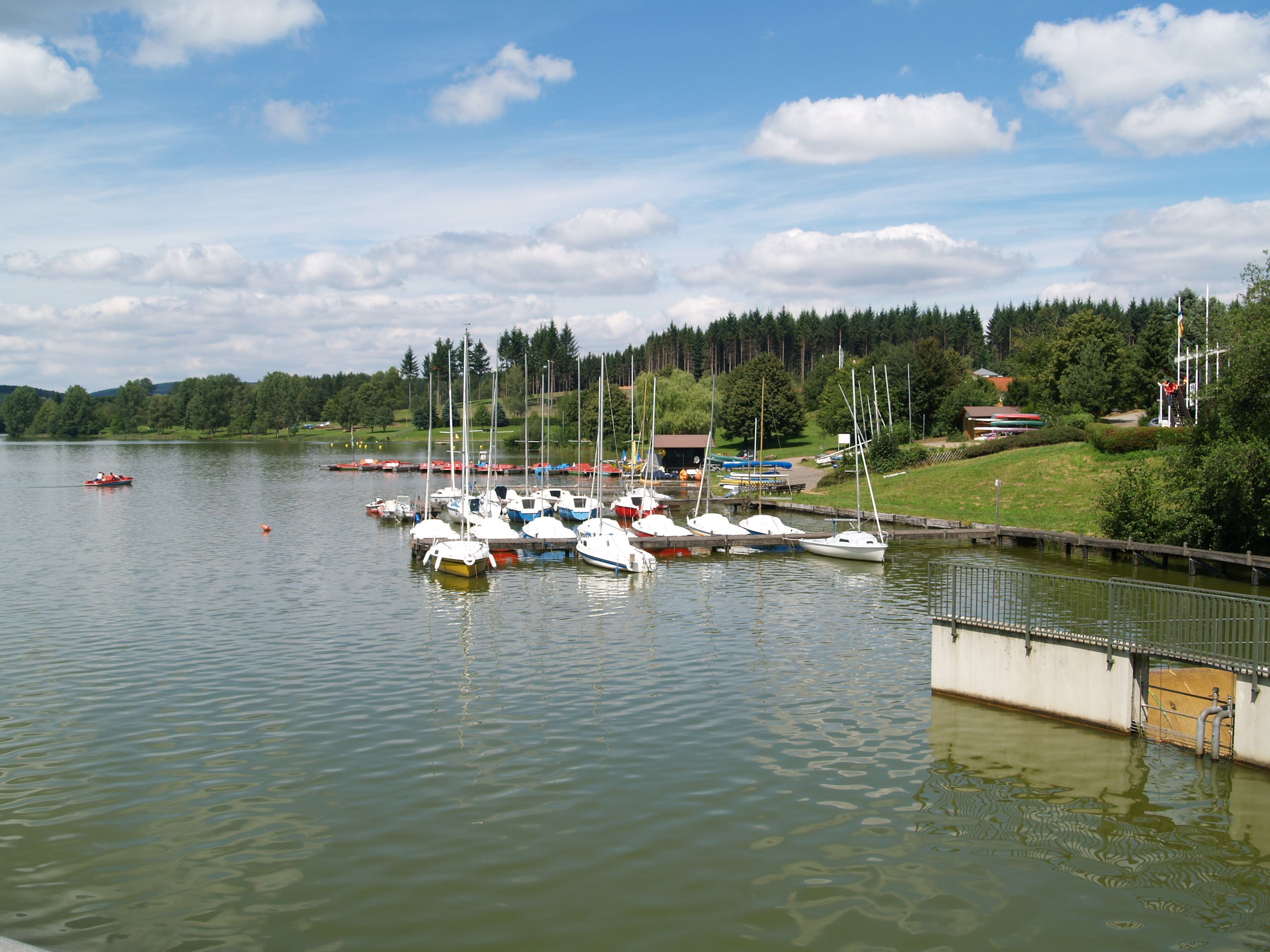
Stuwmeer
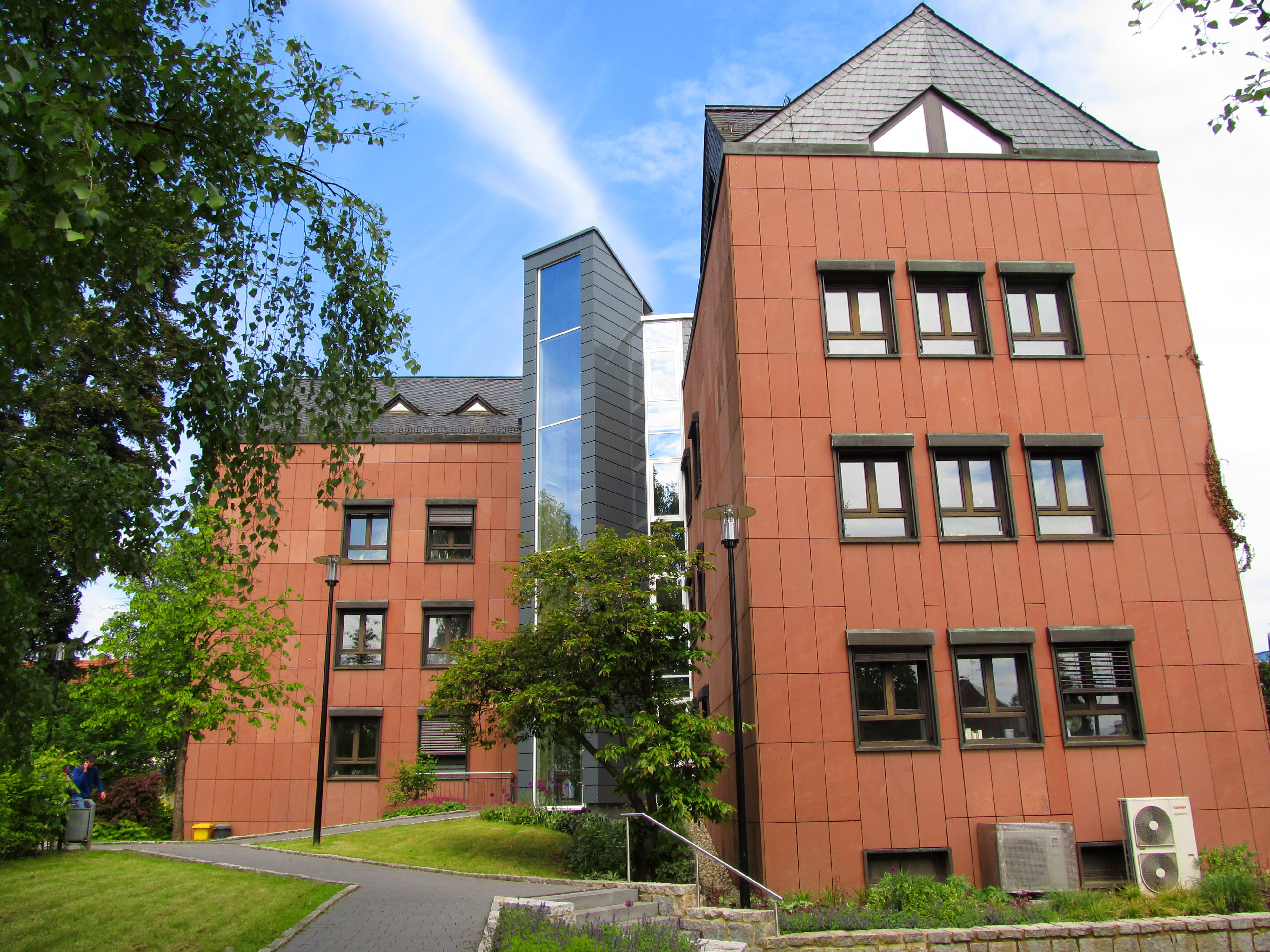
Gemeentehuis
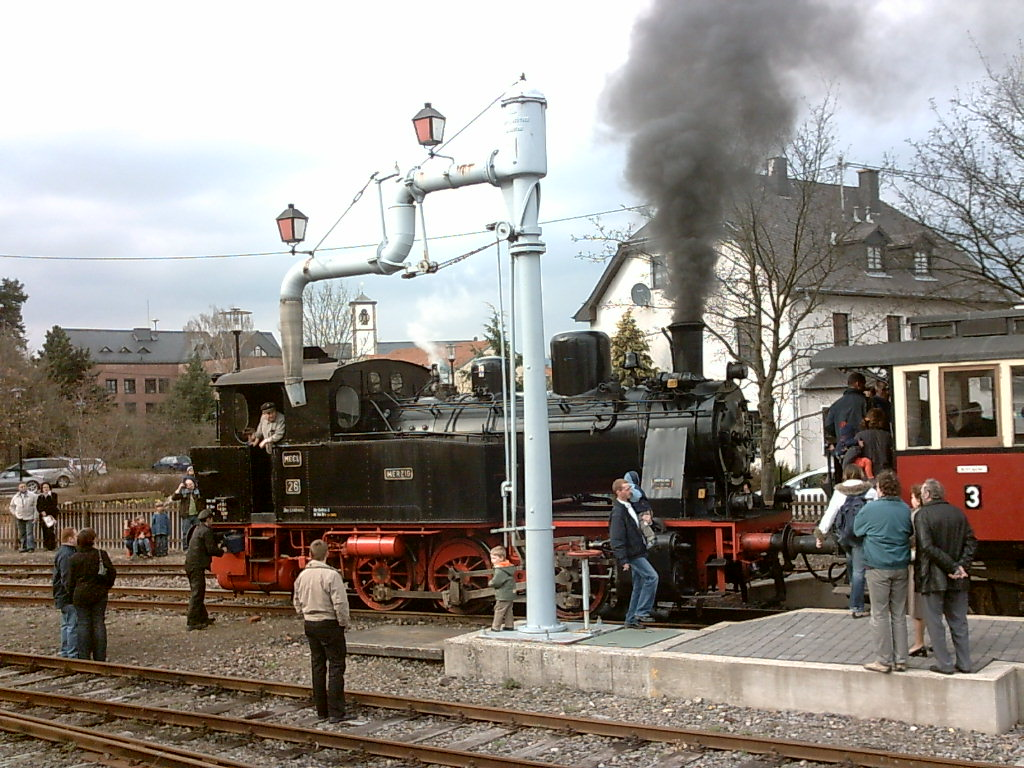
Museumspoorlijn

Beckingen ·
Losheim am See ·
Merzig ·
Mettlach ·
Perl ·
Wadern ·
Weiskirchen